# Pilostemon karategini
Pilostemon karategini là một loài thực vật có hoa trong họ Cúc. Loài này được (Lipsky) Iljin miêu tả khoa học đầu tiên năm 1961.